# Julia Schruff
Julia Schruff (født 16. august 1982 i Augsburg, Tyskland) er en kvindelig professionel tennisspiller fra Tyskland. 

Julia Schruff højeste rangering på WTA single rangliste var som nummer 52, hvilket hun opnåede 17. april 2006. I double er den bedste placering nummer 99, hvilket blev opnået 2. oktober 2006.